# Marko Perković
Marko Perković (27 octobre 1966 à Čavoglave (en) entre Drniš et Sinj dans le Zagora, alors en RFS Yougoslavie, aujourd'hui en Croatie), plus connu sous son nom de scène « Thompson », est un chanteur ethno-rock croate populaire. Chanteur, auteur et compositeur, il a récupéré le nom du groupe Thompson dont il était le membre principal. Il est accompagné du batteur Tiho Orlić (hr) et de deux autres musiciens. Le nom de son groupe vient du pistolet-mitrailleur Thompson.
Ancien combattant lors du conflit en Croatie, il est devenu populaire grâce à son chant Bojna Čavoglave (« Le bataillon de Čavoglave ») glorifiant la lutte croate pour l’indépendance. Icône folk rock de l’extrême droite, il s’est fait connaître par des chansons nationalistes dans les années 1990.
Il a interdiction de se produire dans plusieurs pays en raison de ses sympathies fascistes. Il célèbre notamment l'État indépendant de Croatie, le régime croate pro-nazi durant la Seconde guerre mondiale.
Il possède des parts dans la station de radio Narodni radio (en) (la radio du Peuple). On entend régulièrement ses chansons sur beaucoup des radios qui diffusent de la variété croate.  Perković a composé pour d'autres chanteurs, notamment Mate Bulić (hr). Il a également chanté en duo avec Miroslav Škoro, Tiho Orlić (hr) et Jasmin Stavros des chansons composées par Ante Lozina dans les années 1960.
Il a été marié à la chanteuse croate Danijela Martinović. Le couple a réussi à obtenir le divorce de l'Église.

## L'artiste

### Les textes
Ses textes, dans lesquels on retrouve souvent les mêmes thèmes tels que l'amour, Dieu, la patrie et la guerre d'indépendance croate (1991-1995), expriment un fort sentiment patriote. Certaines de ses chansons ont été écrites pendant la guerre d'indépendance croate. Bojovnik iz Čavoglava, est née à Kljake (en) près de Čavoglave, dans le bar du village. Marko Perković et son groupe l'ont composée en 45 minutes. Lui-même combattant, les paroles de ses chansons devaient changer les idées et donner du courage à ses camarades de guerre. Aussi, beaucoup de Croates admirent Thompson qu'ils considèrent comme un héros national. Les valeurs qu'ils défend (la famille, la religion, la défense contre l'oppresseur et l'agression, les traditions et coutumes) sont largement présentes dans ses chansons. Profondément croyant, il a écrit une chanson faisant les louanges du pape Jean-Paul II.
Marko Perković a aussi enregistré des chansons avec des textes à la gloire du général Ante Gotovina chef opérationnel de la libération de Knin lors de libération des territoires croates occupés par les Serbes en 1995 en août 1995, que la chambre d'appel du Tribunal pénal international pour l'ex-Yougoslavie (TPIY) a acquitté à La Haye (Pays-Bas) après l'avoir préalablement condamné pour crime de guerre
Selon le journaliste croate Matija Babić, Marko Perković aurait au moins à une reprise chanté, avant 2003, une version modifiée de la chanson intitulée Jasenovac i Gradiška Stara (« Jasenovac et Stara Gradiška ») - du nom de deux camps de concentration oustachis durant la Seconde Guerre mondiale - qui aurait glorifié le régime oustachi, installé par les nazis, et son chef Ante Pavelić.
Le 11 février 2004, il fut interrogé par la police pendant 15 minutes en présence de son avocat à la demande du parquet régional de Zagreb, à propos de cette chanson. À cette occasion, il a nié avoir fait l'apologie du régime oustachi et être l'auteur de la chanson.
En 1994, il écrit une autre chanson célèbre, Anica – Kninska kraljica ("Anica, reine de Knin") où il fait savoir aux Serbes que les Croates reprendront Knin,  l'ancienne capitale des Rois de Croatie : ce qui sera fait le 5 août 1995. En une libération éclaire en 84h.

### Les concerts
Malgré les fréquentes déclarations d’apolitisme de Thompson, ses concerts ont une dimension politique marquée. Le Parti croate du Droit - parti incarnant traditionnellement l'indépendantisme croate, aujourd'hui néo–conservateur mais dont certains dirigeants oustachis furent aussi issus dans les années 1930  - déclare sur son site internet que Thompson, qui a aussi écrit son hymne, Pravaška himna, est l'un de ses membres. Depuis l'automne 2006, Thompson est courtisé par un nouveau parti politique fondé par des généraux opposés à la transformation par Ivo Sanader de l'Union démocratique croate (HDZ). Ce nouveau parti, dénommé "Hrvatska Demokratska Zajednica Doktor Franjo Tuđman" (HDZ Dr Franjo Tuđman), a adopté la chanson de Thompson Ljubi svoju zemlju ("Embrasse ta terre") comme hymne officiel et a mis en place un programme qui prétend « retudjmaniser » (voir Franjo Tuđman) la Croatie après Sanader.
À l’ouverture de ses concerts le chanteur, arborant la médaille de Saint Benoît, lance à ses fans des anciens slogans croates. Les généraux mis à la retraite et acquittés par le TPIY sont salués, notamment Ante Gotovina, à qui il a dédié des chansons.
Il remplit régulièrement les salles et les stades comme à Split où il s'exhibe devant plus de 40 000 spectateurs, dont plusieurs dirigeants de partis nationalistes (Anto Đapić (en), Anto Kovačević (en), Ivić Pašalić (en)) et plusieurs sportifs célèbres (Zvonimir Boban, Igor Štimac…).
Lors du concert du 17 juin 2007 à Zagreb, une douzaine des 60 000 spectateurs arboraient des symboles oustachis et ont fait le pseudo salut romain en scandant « Za dom spremni » (croate pour « Pour la patrie ! Prêts ! »), salut croate utilisé par Josip Jelačić mais aussi repris plus tard par les Oustachis. 
Efraim Zuroff, le directeur du Centre Simon-Wiesenthal a exprimé « indignation et dégoût » dans une lettre au président de la république de Croatie, Stjepan Mesić, lui demandant d'interdire de futurs concerts. Selon le Centre Simon-Wiesenthal, un certain nombre de parlementaires étaient présents au concert, notamment le ministre des Sciences, de l'Éducation et des Sports, Dragan Primorac
En juillet 2025, Marko Perković donne un concert à Zagreb devant environ 500 000 spectateurs, considéré comme le plus grand concert jamais organisé en Croatie. Durant le spectacle, le chanteur et de nombreux fans effectuent le salut Za dom spremni, salut utilisé par le régime oustachi pro-nazi durant la Seconde Guerre mondiale. Bien que ce salut soit punissable par la loi en Croatie, la justice a autorisé Perković à l'utiliser dans le cadre de ses chansons. L'événement suscite des critiques tant en Croatie qu'à l'étranger, notamment de la part du président serbe Aleksandar Vučić qui y voit une manifestation de soutien aux valeurs pro-nazies. En revanche, le premier ministre croate Andrej Plenkovic a assisté à la répétition générale du concert et pris une photo avec le chanteur, en présence du président du Parlement, Gordan Jandrokovic. Pour l’ONG Initiative des jeunes pour les droits de l’homme, cet événement « est devenu le plus grand rassemblement [pro]fasciste organisé en Europe depuis la seconde guerre mondiale. »

## Discographie

### CD
- 1992 - "Moli mala" ("Prie, petite")
- 1995 - "Vrijeme škorpiona" ("Le temps du scorpion")
- 1996 - "Geni kameni" ("Gènes de roche")
- 1998 - "Vjetar s Dinare"  ("Vent dans les Alpes dinariques")
- 2002 - "E, moj narode" ("Hé mon peuple")
- 2003 - "Sve najbolje" ("Greatest hits")
- 2006 - "Bilo jednom u Hrvatskoj" ("Il était une fois en Croatie")
- 2008 - "Druga strana" ("L'autre côté")
- 2013 - "Ora et labora" ("Ora et labora")
- 2025 - "Hodočasnik" ("Pèlerin")

### CD live
- 2007 - "Bilo Jednom U Hrvatskoj - Stari Plac - Split (Uživo)" ("Il était une fois en Croatie - Stari Plac - Split (Live) ")

### DVD
- 2002 - "Poljud" (limited)
- 2004 - "Turneja - E, moj narode"
- 2007 - "Turneja - Bilo jednom u Hrvatskoj (Stadion Maksimir)"